# Tringa guttifer
La pantana macchiata (Tringa guttifer, Nordmann 1835) è un uccello della famiglia degli Scolopacidae dell'ordine dei Charadriiformes.

## Sistematica
Tringa guttifer non ha sottospecie, è monotipica.

## Distribuzione e habitat
Questo uccello nidifica in Russia sulle coste del Mare di Okhotsk e sull'Isola di Sakhalin. Durante l'inverno vola a sud e lo si incontra dall'India alla Malaysia. È di passo in Cina, Corea, Giappone, Taiwan, Indonesia e Filippine. Saltuariamente lo si osserva anche in Sri Lanka e su Guam.